# Áo cappa

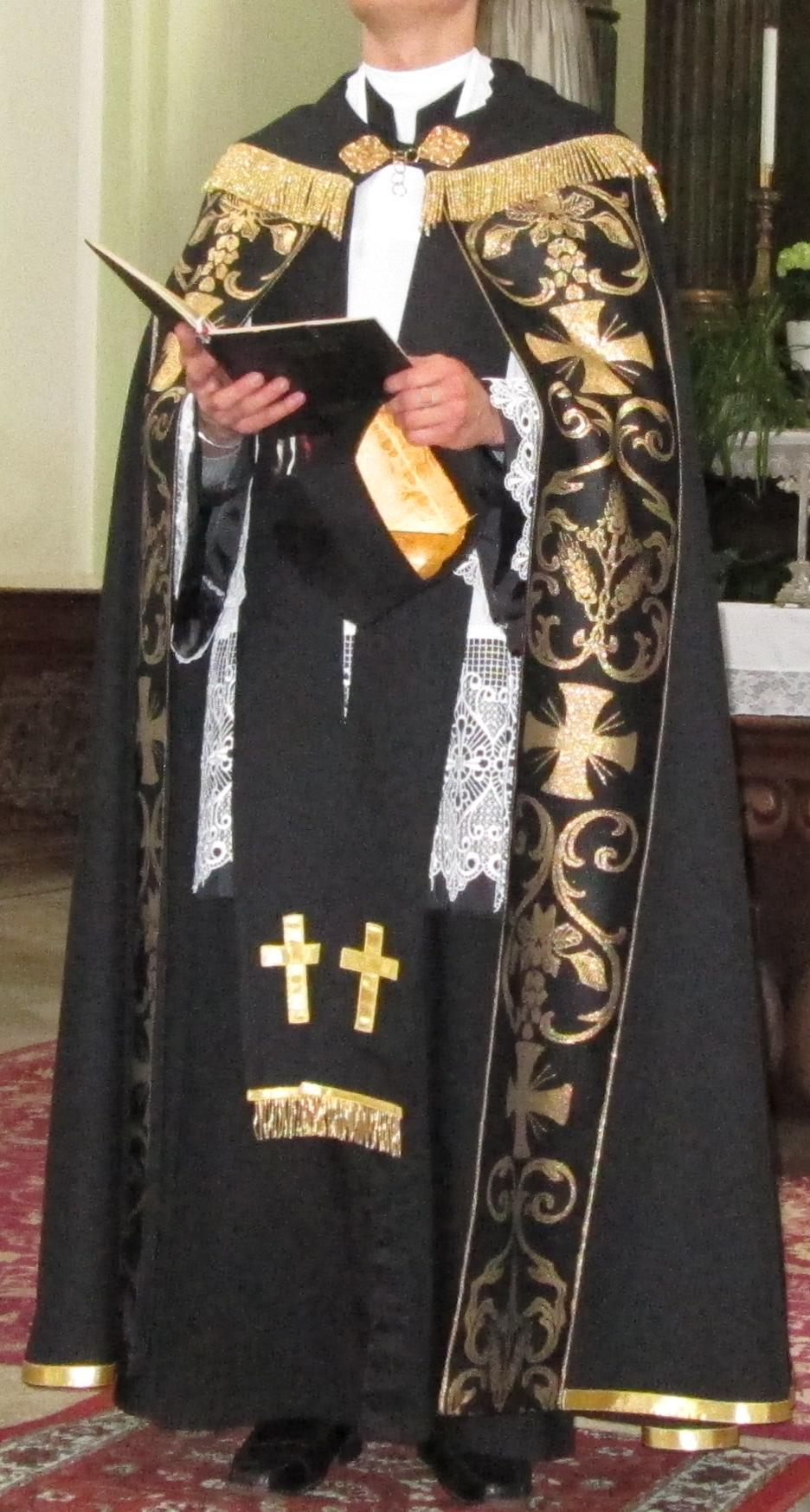
Áo cappa

Áo cappa là một loại áo choàng lễ dùng trong việc cử hành các nghi thức phụng vụ Kitô giáo, chính xác hơn là một chiếc áo choàng dài hay đơn giản là một chiếc áo choàng, phía trước hở và có một băng vải cố định hai vạt hoặc một khóa gài. Áo cappa có thể có màu sắc theo phụng vụ.
Áo cappa có thể được mặc bởi bất kì cấp bậc nào của hàng giáo phẩm, cũng như đại diện giáo dân trong những trường hợp nhất định. Nếu áo được khoác bởi một vị giám mục, nó thường được mặc kèm với một chiếc mũ mitra. Các khóa gài của áo cappa, thường được trang trí cẩn thận, được gọi là morse. Trong nghệ thuật, các thiên thần thường được tạo hình khoác áo cappa, một ví dụ cụ thể là trong bức tranh sơn dầu ở Thời kì Cổ đại của Hà Lan.